# 櫻上水
櫻上水（日语：／ Sakurajōsui */?）是東京都世田谷區的地名。現行行政地名為櫻上水一丁目至櫻上水五丁目。郵遞區號156-0045。

## 地理
東鄰赤堤，南接宮坂、經堂、船橋，西連上北澤，北通杉並區下高井戶。町內主要為住宅區。
鐵路車站方面，北部有京王線櫻上水站。另外，櫻上水一丁目等南部地區也可利用小田急小田原線經堂站。

## 歷史
原屬荏原郡上北澤村一部分，後與松原村合併編入松澤村。在陸續編入東京市、世田谷區後，1967年（昭和42年）實施住居表示，脫離上北澤成立現行的櫻上水。
世田谷區設置5個總合支所時，上北澤劃屬烏山地域，此地劃屬北澤地域。

### 地名由來
地名來自於櫻上水站。車站北側玉川上水的河堤上種植櫻花木，稱為「櫻上水」。玉川上水實際上是位於杉並區下高井戶，並沒有流入本地。此地町名純粹是以車站命名。

## 其他
現在櫻上水五丁目正在規劃老舊的都營住宅「上北澤公寓」的改建計畫。
櫻上水四丁目的「公團 櫻上水團地」是1984年（昭和59年）第一回世田谷界隈賞的受賞作品，由17棟住樓所組成。自日本住宅公團售屋以來，歷經40年以上的歲月，保留了五千顆以上的大小樹木，是被綠意環繞的寧靜團地住宅。

## 備註
1. ↑  平成25年（2013年）の世田谷区の町丁別人口と世帯数 - 世田谷区